# Saraiella dolomitica
Saraiella dolomitica är en tvåvingeart som beskrevs av Vaillant 1981. Saraiella dolomitica ingår i släktet Saraiella och familjen fjärilsmyggor. Inga underarter finns listade i Catalogue of Life.